# Psammophis aegyptius
Psammophis aegyptius ist eine Schlangenart aus der Gattung der Sandrennnattern innerhalb der Familie Psammophiidae.

## Merkmale
Psammophis aegyptius erreicht eine Gesamtlänge von über 1 Meter. Dorsal ist die Körperfarbe einfarbig sandgelb und ventral weißlich bis cremefarben mit kleinen, dunklen Punkten gesprenkelt. Am Kopf verläuft beidseitig ein dunkler Streifen über die Augen. Die Beschuppung weist bei Männchen 188 bis 199 Ventralia (Bauchschuppen) auf und 111 bis 123 Subcaudalia. Die Art hat an der Körpermitte 17 bis 19 Schuppenreihen. Das Rostralschild ist breiter als lang und das Analschild geteilt. Die Pupillen sind bei Sandrennnattern rund.

## Lebensweise
Psammophis aegyptius ist wie alle Arten der Gattung ovipar (eierlegend). Sie wurde bis in Höhen von etwa 1000 Metern gefunden. Am häufigsten kommt sie in sandigen Flussbetten, Oasen und Dattelpalmenhainen vor, aber auch in felsigen oder sandigen Wüsten. Zu ihrer Beute zählen hauptsächlich Echsen, aber auch Mäuse, die sie am Boden jagt. Sie klettert auch manchmal auf Sträucher und ist in der Wüste auf Bäumen der Gattung Acacia zu finden, wo sie auf vorbeiziehende Vögel wartet. Jungtiere ernähren sich zudem von Insekten wie Käfern, Raupen und Schmetterlingen.

## Verbreitung
Das Verbreitungsgebiet erstreckt sich über Libyen, den Sudan, den Südosten Algeriens, den Süden Ägyptens und die Sinai-Halbinsel, den Tschad, Niger und den Süden Israels. Darüber hinaus kommt sie auf Tiran vor, einer unbewohnten Insel im Roten Meer, die seit 2017 zu Saudi-Arabien gehört. Die IUCN stuft die Art aufgrund ihres großen Verbreitungsgebiets als nicht gefährdet (least concern) ein und den Populationstrend als stabil. Sie kommt in Ägypten in mehreren Naturschutzgebieten vor. Die Art wird in Ägypten für den internationalen Tierhandel gesammelt und auch das Sammeln von Feuerholz stellt eine mögliche Bedrohung für die Art dar.

## Systematik
Psammophis aegyptius ist eine Art aus der Gattung der Sandrennnattern. Sie wurde 1958 von Hymen Marx erstbeschrieben. Der Artname leitet sich von ihrem Vorkommen in Ägypten ab. Die Typuslokalität ist die Oase Siwa in Ägypten. Die Art wird teilweise als Unterart oder Farbmorphe der Forskals Sandrennnatter (Psammophis schokari) angesehen. Beide Arten kommen in Teilen ihrer Verbreitungsgebiete sympatrisch vor.